# Cri-Cri (personaje)

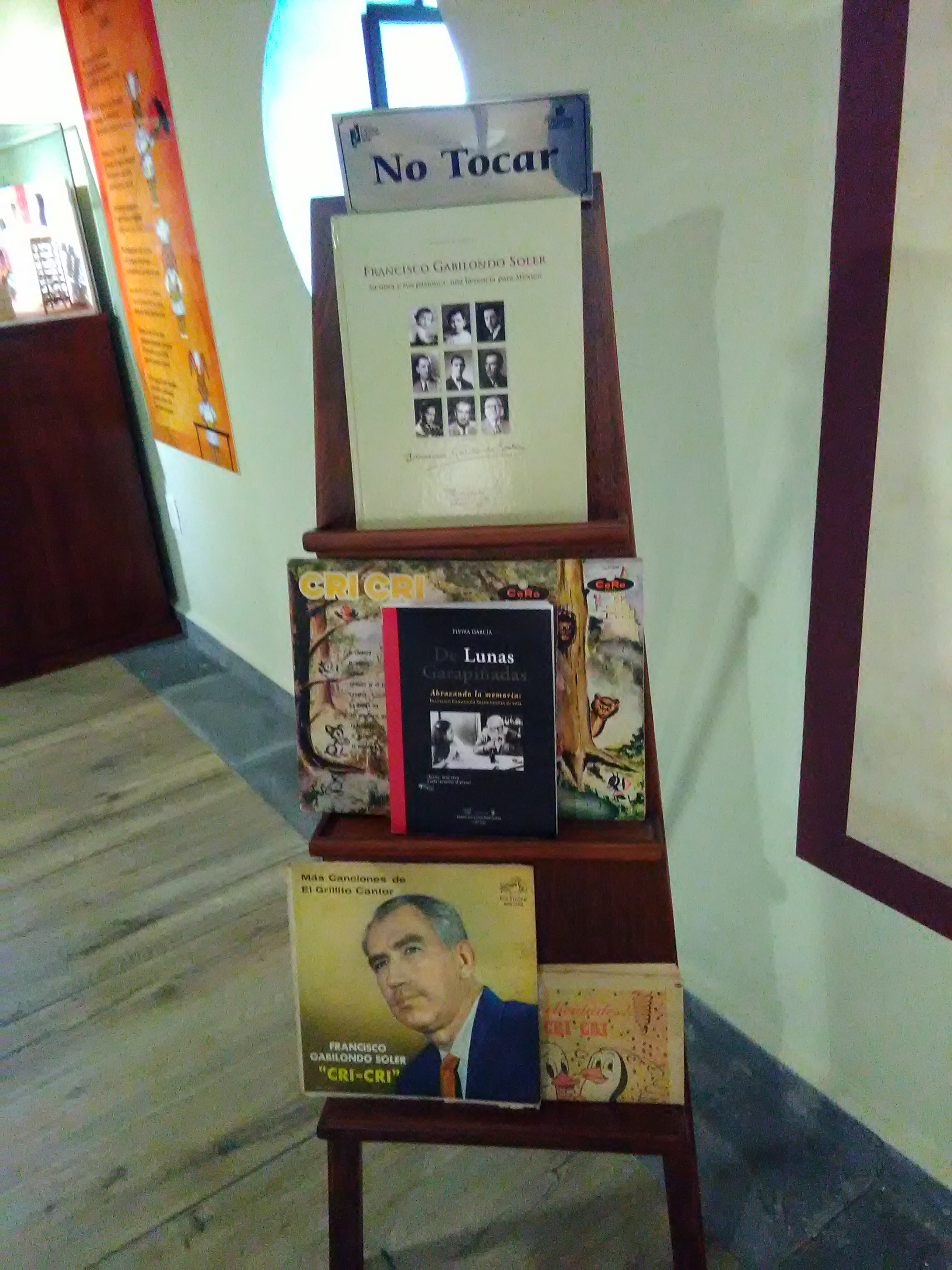
Francisco Gabilondo Soler

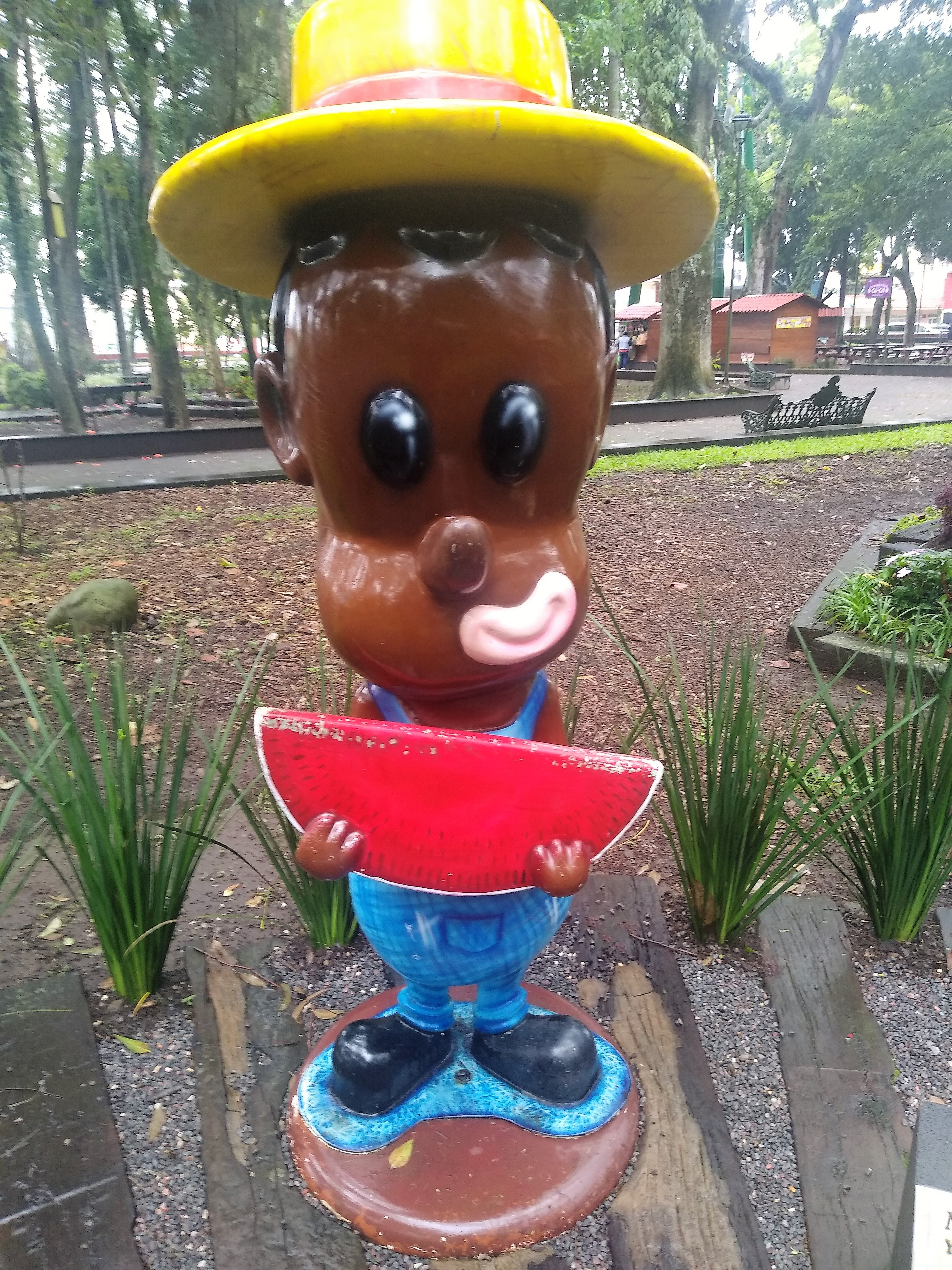
Negrito sandía en Alameda Francisco Gabilondo Soler "Cri-Cri" de Orizaba, Veracruz.

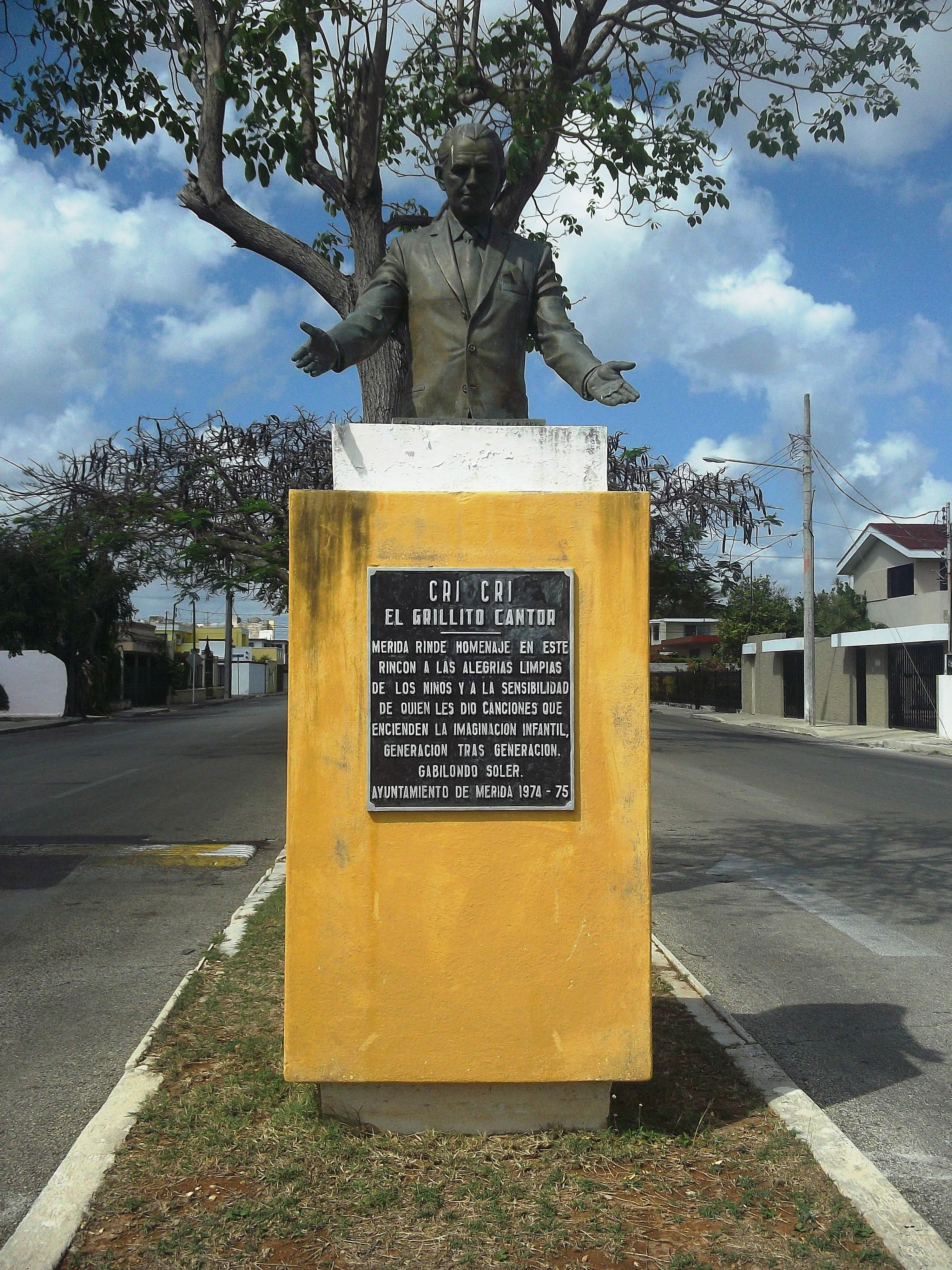
Francisco Gabilondo Soler

Cri-Cri es un personaje ficticio creado por el compositor mexicano Francisco Gabilondo Soler en 1934. También conocido como «el Grillito Cantor», representa el personaje principal del universo fantástico de las canciones de Soler, quien dialogaba con el grillo para contar sus historias a través de canciones. Visualmente, el personaje fue representado años después como un grillo antropomórfico que toca un violín en forma de hoja de árbol y viste un frac, como fue plasmado en un cortometraje animado por Walt Disney Studios en 1963.
El compositor cobró fama en México y Latinoamérica con el mismo nombre que su personaje.

## Historia
Francisco Gabilondo Soler habría creado el personaje como un grillo violinista mientras tenía su propio programa de radio musical en la estación mexicana XEW, y pudo ser inspirado por las fábulas de Esopo. Según el hijo de su creador, el nombre de Cri-Cri provendría de cómo  los niños franceses llaman a los grillos. La razón de ser un grillo fue que, según su creador, en los cuentos clásicos europeos hay grillos como violinistas. El estreno del personaje fue el 15 de octubre del año 1934, en el primer programa radiofónico de Soler, en el que este interpretó el piano acompañado del violinista Alfredo Núñez de Borbón. En lo sucesivo, los programas radiofónicos en los cuales Gabilondo participaba siempre abrían con una rúbrica donde se escuchaba el llamado del compositor al grillo ficticio para contar historias:

“¿Quién es ese que anda ahí?, es Cri-Crí, es Cri-Crí, ¿Y quién es ese señor? El Grillo Cantor”.

Del año 1934 al año 1961, el programa radiofónico de Francisco Gabilondo Soler se transmitiría teniendo a Cri-Cri como el personaje principal. Los personajes de las canciones de Soler dialogaban con el grillo, y en algunos cuentos impresos editados a lo largo del siglo XX, Cri-Cri aparecería como el líder del universo fantástico de los animales y personajes que previamente habían sido famosos en canciones de Soler como Bombón I, La Patita o los animales de La marcha de las letras. En el mundo real, sería el mismo Soler quien sería el interlocutor con el grillo, a quien entregaba los mensajes de los niños admiradores del personaje.
El primer dibujo de Cri-Cri apareció en el año 1963, luego de que la editorial Reader's Digest llamara a un concurso para crear el personaje bajo las ideas de su creador y que ilustraría una colección de cuentos impresos, resultando ganador el ilustrador José Luis Tamayo Barbosa, quien logra plasmar el personaje que hoy conocemos de frac y violín de hoja de fresno. En dichos materiales, Cri-Cri además tendría aventuras con los personajes de Soler, y aparecería como un grillo suspicaz y sabio.
Su fama fue tanta que algunas personas de México creen que Walt Disney creó a Pepito Grillo inspirado por el personaje mexicano, sin saber que el personaje "grillo parlante" es parte del cuento original de Pinocho.